# Spaans handbalteam (mannen)
Het Spaans handbalteam is het nationale team van Spanje voor mannen. Het team vertegenwoordigt de Koninklijke Spaanse handbalfederatie Real Federación Española de Balonmano.

## Resultaten

### Olympische Spelen
| Jaar                                 | Resultaat               | Wed                     | W                       | G                       | V                       | DV                      | DT                      | DS                      |                     |
| ------------------------------------ | ----------------------- | ----------------------- | ----------------------- | ----------------------- | ----------------------- | ----------------------- | ----------------------- | ----------------------- | ------------------- |
| 1936                                 | Geen deelname           | Geen deelname           | Geen deelname           | Geen deelname           | Geen deelname           | Geen deelname           | Geen deelname           | Geen deelname           | Geen deelname       |
| Niet georganiseerd van 1948 t/m 1968 |                         |                         |                         |                         |                         |                         |                         |                         |                     |
| 1972                                 | 15e                     | 5                       | 1                       | 0                       | 4                       | 82                      | 89                      | −7                      |                     |
| 1976                                 | Niet gekwalificeerd     | Niet gekwalificeerd     | Niet gekwalificeerd     | Niet gekwalificeerd     | Niet gekwalificeerd     | Niet gekwalificeerd     | Niet gekwalificeerd     | Niet gekwalificeerd     | Niet gekwalificeerd |
| 1980                                 | 5e                      | 6                       | 3                       | 1                       | 2                       | 126                     | 129                     | −3                      |                     |
| 1984                                 | 8e                      | 6                       | 2                       | 0                       | 4                       | 122                     | 124                     | −2                      |                     |
| 1988                                 | 9e                      | 6                       | 3                       | 0                       | 3                       | 122                     | 121                     | +1                      |                     |
| 1992                                 | 5e                      | 6                       | 4                       | 0                       | 2                       | 133                     | 119                     | +14                     |                     |
| 1996                                 | 3e                      | 7                       | 5                       | 0                       | 2                       | 161                     | 147                     | +14                     |                     |
| 2000                                 | 3e                      | 8                       | 5                       | 0                       | 3                       | 222                     | 206                     | +16                     |                     |
| 2004                                 | 7e                      | 8                       | 5                       | 0                       | 3                       | 242                     | 222                     | +20                     |                     |
| 2008                                 | 3e                      | 8                       | 5                       | 0                       | 3                       | 246                     | 234                     | +12                     |                     |
| 2012                                 | 7e                      | 6                       | 3                       | 0                       | 3                       | 162                     | 159                     | +3                      |                     |
| 2016                                 | Niet gekwalificeerd     | Niet gekwalificeerd     | Niet gekwalificeerd     | Niet gekwalificeerd     | Niet gekwalificeerd     | Niet gekwalificeerd     | Niet gekwalificeerd     | Niet gekwalificeerd     | Niet gekwalificeerd |
| 2020                                 | 3e                      | 8                       | 6                       | 0                       | 2                       | 245                     | 233                     | +12                     |                     |
| 2024                                 | Toekomstige evenementen | Toekomstige evenementen | Toekomstige evenementen | Toekomstige evenementen | Toekomstige evenementen | Toekomstige evenementen | Toekomstige evenementen | Toekomstige evenementen |                     |
| 2028                                 | Toekomstige evenementen | Toekomstige evenementen | Toekomstige evenementen | Toekomstige evenementen | Toekomstige evenementen | Toekomstige evenementen | Toekomstige evenementen | Toekomstige evenementen |                     |
| Totaal                               | 11/14                   | 74                      | 42                      | 1                       | 31                      | 1853                    | 1783                    | +80                     |                     |

### Wereldkampioenschappen
| Wereldkampioenschap | Wereldkampioenschap     | Wereldkampioenschap     | Wereldkampioenschap     | Wereldkampioenschap     | Wereldkampioenschap     | Wereldkampioenschap     | Wereldkampioenschap     | Wereldkampioenschap     |
| Jaar                | Resultaat               | Wed                     | W                       | G                       | V                       | DV                      | DT                      | DS                      |
| ------------------- | ----------------------- | ----------------------- | ----------------------- | ----------------------- | ----------------------- | ----------------------- | ----------------------- | ----------------------- |
| 1938                | Geen deelname           | Geen deelname           | Geen deelname           | Geen deelname           | Geen deelname           | Geen deelname           | Geen deelname           | Geen deelname           |
| 1954                | Geen deelname           | Geen deelname           | Geen deelname           | Geen deelname           | Geen deelname           | Geen deelname           | Geen deelname           | Geen deelname           |
| 1958                | 12e                     | 3                       | 1                       | 0                       | 2                       |                         |                         |                         |
| 1961                | Geen deelname           | Geen deelname           | Geen deelname           | Geen deelname           | Geen deelname           | Geen deelname           | Geen deelname           | Geen deelname           |
| 1964                | Geen deelname           | Geen deelname           | Geen deelname           | Geen deelname           | Geen deelname           | Geen deelname           | Geen deelname           | Geen deelname           |
| 1967                | Geen deelname           | Geen deelname           | Geen deelname           | Geen deelname           | Geen deelname           | Geen deelname           | Geen deelname           | Geen deelname           |
| 1970                | Geen deelname           | Geen deelname           | Geen deelname           | Geen deelname           | Geen deelname           | Geen deelname           | Geen deelname           | Geen deelname           |
| 1974                | 13e                     | 3                       | 1                       | 0                       | 2                       |                         |                         |                         |
| 1978                | 10e                     | 3                       | 1                       | 0                       | 2                       |                         |                         |                         |
| 1982                | 8e                      | 6                       | 3                       | 1                       | 2                       |                         |                         |                         |
| 1986                | 5e                      | 6                       | 2                       | 2                       | 2                       |                         |                         |                         |
| 1990                | 5e                      | 6                       | 4                       | 0                       | 2                       |                         |                         |                         |
| 1993                | 5e                      | 6                       | 3                       | 1                       | 2                       |                         |                         |                         |
| 1995                | 11e                     | 6                       | 4                       | 0                       | 2                       |                         |                         |                         |
| 1997                | 7e                      | 7                       | 5                       | 1                       | 1                       |                         |                         |                         |
| 1999                | 4e                      | 9                       | 7                       | 0                       | 2                       |                         |                         |                         |
| 2001                | 5e                      | 9                       | 7                       | 0                       | 2                       |                         |                         |                         |
| 2003                | 4e                      | 9                       | 7                       | 0                       | 2                       |                         |                         |                         |
| 2005                | 1e                      | 10                      | 8                       | 1                       | 1                       |                         |                         |                         |
| 2007                | 7e                      | 10                      | 6                       | 0                       | 4                       |                         |                         |                         |
| 2009                | 13e                     | 9                       | 6                       | 0                       | 3                       |                         |                         |                         |
| 2011                | 3e                      | 10                      | 8                       | 1                       | 1                       |                         |                         |                         |
| 2013                | 1e                      | 9                       | 8                       | 0                       | 1                       |                         |                         |                         |
| 2015                | 4e                      | 9                       | 7                       | 0                       | 2                       |                         |                         |                         |
| 2017                | 5e                      | 7                       | 6                       | 0                       | 1                       |                         |                         |                         |
| 2019                | 7e                      | 9                       | 6                       | 0                       | 3                       |                         |                         |                         |
| 2021                | 3e                      | 9                       | 7                       | 1                       | 1                       |                         |                         |                         |
| 2023                | 3e                      | 9                       | 7                       | 0                       | 2                       |                         |                         |                         |
| 2025                | Toekomstige evenementen | Toekomstige evenementen | Toekomstige evenementen | Toekomstige evenementen | Toekomstige evenementen | Toekomstige evenementen | Toekomstige evenementen | Toekomstige evenementen |
| 2027                | Toekomstige evenementen | Toekomstige evenementen | Toekomstige evenementen | Toekomstige evenementen | Toekomstige evenementen | Toekomstige evenementen | Toekomstige evenementen | Toekomstige evenementen |
| Totaal              | 22/27                   | 164                     | 114                     | 8                       | 42                      |                         |                         |                         |

### Europese kampioenschappen
| Europees kampioenschap | Europees kampioenschap      | Europees kampioenschap      | Europees kampioenschap      | Europees kampioenschap      | Europees kampioenschap      | Europees kampioenschap      | Europees kampioenschap      | Europees kampioenschap      |
| Jaar                   | Resultaat                   | Wed                         | W                           | G                           | V                           | DV                          | DT                          | DS                          |
| ---------------------- | --------------------------- | --------------------------- | --------------------------- | --------------------------- | --------------------------- | --------------------------- | --------------------------- | --------------------------- |
| 1994                   | 5e                          | 5                           | 3                           | 0                           | 2                           |                             |                             |                             |
| 1996                   | 2e                          | 7                           | 5                           | 0                           | 2                           |                             |                             |                             |
| 1998                   | 2e                          | 7                           | 5                           | 1                           | 1                           |                             |                             |                             |
| 2000                   | 3e                          | 7                           | 5                           | 0                           | 2                           |                             |                             |                             |
| 2002                   | 7e                          | 6                           | 3                           | 1                           | 2                           |                             |                             |                             |
| 2004                   | 10e                         | 6                           | 2                           | 0                           | 4                           |                             |                             |                             |
| 2006                   | 2e                          | 8                           | 6                           | 1                           | 1                           |                             |                             |                             |
| 2008                   | 9e                          | 6                           | 3                           | 0                           | 3                           |                             |                             |                             |
| 2010                   | 6e                          | 7                           | 4                           | 1                           | 2                           |                             |                             |                             |
| 2012                   | 4e                          | 8                           | 5                           | 1                           | 2                           |                             |                             |                             |
| 2014                   | 3e                          | 8                           | 6                           | 0                           | 2                           |                             |                             |                             |
| 2016                   | 2e                          | 8                           | 5                           | 1                           | 2                           |                             |                             |                             |
| 2018                   | 1e                          | 8                           | 6                           | 0                           | 2                           |                             |                             |                             |
| 2020                   | 1e                          | 9                           | 8                           | 1                           | 0                           |                             |                             |                             |
| 2022                   | 2e                          | 9                           | 7                           | 0                           | 2                           |                             |                             |                             |
| 2024                   | Gekwalificeerd              | Gekwalificeerd              | Gekwalificeerd              | Gekwalificeerd              | Gekwalificeerd              | Gekwalificeerd              | Gekwalificeerd              | Gekwalificeerd              |
| 2026                   | Toekomstige evenementen     | Toekomstige evenementen     | Toekomstige evenementen     | Toekomstige evenementen     | Toekomstige evenementen     | Toekomstige evenementen     | Toekomstige evenementen     | Toekomstige evenementen     |
| 2028                   | Gekwalificeerd als gastland | Gekwalificeerd als gastland | Gekwalificeerd als gastland | Gekwalificeerd als gastland | Gekwalificeerd als gastland | Gekwalificeerd als gastland | Gekwalificeerd als gastland | Gekwalificeerd als gastland |
| Totaal                 | 16/18                       | 100                         | 66                          | 7                           | 27                          |                             |                             |                             |